# Jin Kim Montclare

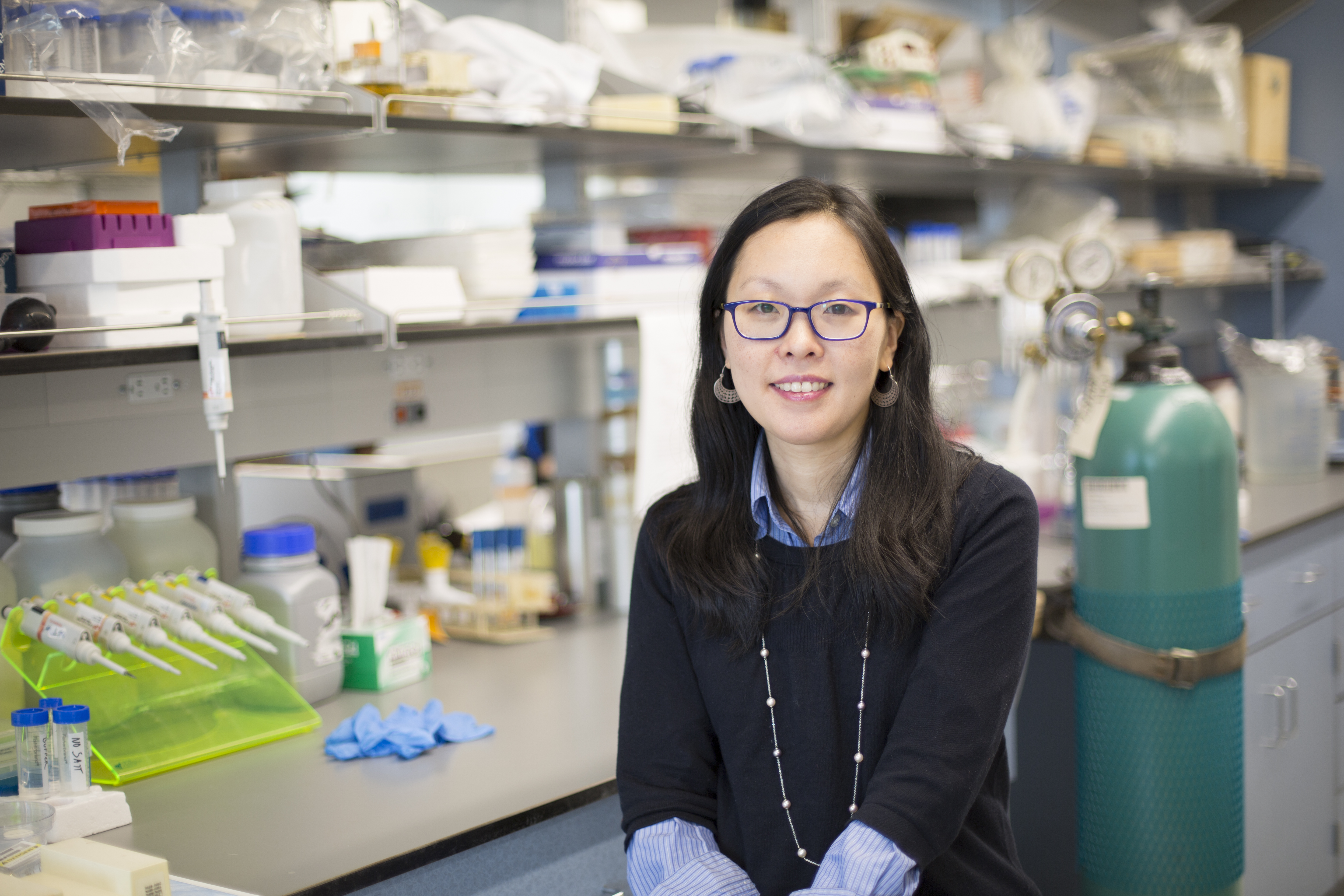
Jin Kim Montclare, 2017

Jin Kim Montclare (* in Bronx, New York City) ist eine US-amerikanische Professorin für Chemie und Biochemie an der New York University. Sie entwickelt neuartige Proteine, die für die Verabreichung von Medikamenten, die Geweberegeneration und für medizinische Behandlungen eingesetzt werden können. Sie ist Fellow der American Association for the Advancement of Science (AAAS) und des American Institute for Medical and Biological Engineering (AIMBE).

## Kindheit und Studium
Sie ist eine koreanische Amerikanerin der ersten Generation. Sie studierte an der Fordham University, wo sie im Hauptfach Chemie und im Nebenfach Philosophie studierte. 1997 erwarb sie einen Bachelor-Abschluss. Sie wurde mit dem Merck Index Award für herausragende Leistungen in organischer Chemie und dem Clare Boothe Luce Scholarship für Frauen in der Wissenschaft ausgezeichnet. Montclare wurde zum Mitglied von Iota Sigma Pi gewählt. Sie wechselte sie an die Yale University, wo sie 2001 einen Master und 2003 einen Doktortitel erwarb. Sie arbeitete im Labor von Alanna Schepartz und schrieb ihre Doktorarbeit über die Erkennung von DNA durch natürliche Transkriptionsfaktoren. Ihre Forschungsarbeit wurde von der National Science Foundation und Pfizer unterstützt.

## Forschung und Karriere
Montclare kam als Postdoktorandin des National Institutes of Health an das California Institute of Technology, wo sie mit David A. Tirrell an der Entwicklung neuer Moleküle arbeitete. Seit 2005 arbeitet sie an der New York University, wo sie das Protein Engineering and Molecular Design Lab leitet.
Montclare hat mit dem Verteidigungsministerium der Vereinigten Staaten zusammengearbeitet, um Organophosphate zu entgiften, die häufig in Pestiziden und als Kampfstoffe eingesetzt werden. Sie entwickelt stabile, aktivierte fluorierte Phosphotriesterase-Varianten (PTE), indem sie PTE mit nichtproteinogene Aminosäuren kombiniert. Außerdem hat sie mit Proteinen hergestellte Hydrogele entwickelt, die als biomimetische Materialien verwendet werden könnten. Anstatt Polymere synthetisch herzustellen, verwendet Montclare biologisch hergestellte Proteine, die sich leicht durch äußere Reize steuern lassen. Die auf Proteinen basierenden Hydrogele von Montclare können verwendet werden, um das Wachstum von Neuronen zu steuern und das Gehirn zu vergrößern. Die Hydrogele könnten auch zur Wundheilung, zur Erkennung oder Steuerung von Flüssigkeitsströmen oder zur Verabreichung von Medikamenten eingesetzt werden. Sie werden aus Escherichia-coli-Bakterien hergestellt, die auf Substrate gemustert werden, ähnlich wie Geckos an Oberflächen haften können. Sie hat eine Reihe anderer Nanomaterialien entwickelt, die von Proteinen abgeleitet sind, darunter Coiled-Coil-Fasern und Helix-Elastin-Blockpolymere.
Weitere Forschungsarbeiten von Montclare und ihrem Team umfassen die Entwicklung von makromolekularen Protein-Lipid-Systemen, die für den Transport von Nanopartikeln, Medikamenten und Genen zur Behandlung einer Vielzahl von Krankheiten verwendet werden können. Die Lipoprotoeplexe können verwendet werden, um Medikamente und Gene über viele Zelltypen in einem „gene train“ zu transportieren. Sie können Komplexe mit Nukleinsäuren und kleinen hydrophoben Medikamenten bilden. Der Lipidbehälter ermöglicht die Transfektion durch eine Zellmembran, während die Proteinkapsel chemotherapeutische Moleküle binden kann.

## Öffentliches Engagement
Montclare hat an der New York University Tandon School of Engineering an Outreach-Programmen mitgewirkt, um Jugendliche an die Wissenschaft heranzuführen. Jeden Sommer nimmt sie eine Gruppe von Highschool-Schülern auf und leitet Outreach-Programme an Highschools in Brooklyn. Montclare ist Teil des Innovation Corps (I-Corps) Programms der National Science Foundation und leitet seit 2013 den I-Corps der New York University Tandon, das Convergence of Innovation and Entrepreneurship (CIE) Institute. Am CIE bemüht sich Montclare um eine stärkere Vertretung von Frauen und unterrepräsentierten Minderheiten, um ihre Beteiligung an MINT-Karrieren zu erhöhen. Während in den Vereinigten Staaten nur 20 % der Ingenieurstudenten Frauen sind, liegt der Frauenanteil an der New York University zwischen 40 und 45 %. Sie hat in der Huffington Post darüber geschrieben, dass Eltern ihre Kinder proaktiver für die Wissenschaft begeistern sollten. Montclare ist Mitbegründerin von inSchoolApps, einem Unternehmen, das webbasierte Anwendungen für die Wissenschaft entwickelt. Montclare war in den Marvel Comics Unstoppable Wasp zu sehen.

## Preise und Auszeichnungen
- 2006  Othmer Junior Fellow des Othmer Institute
- 2006 Wechsler Award for Excellence[27]
- 2007 Young Investigator Award des Air Force Research Laboratory[28]
- 2010 New York University Jacobs Excellence in Education Award[29]
- 2014 Distinguished Award for Excellence, Dedication to Invention, Innovation and Entrepreneurship[30]
- 2014 Executive Leadership in Academic Technology and Engineering Fellowship[31]
- 2015 Agnes Fay Morgan Research Award[1]
- 2016 Rising Star Award der American Chemical Society[19]
- 2019 Leshner Leadership Fellow der AAAS[10][32]
- 2019 Wahl in das American Institute for Medical and Biological Engineering College of Fellows[33]